# UNIC Izoard 270 A2
L'Unic Izoard 270 A2 est un véhicule de transport routier produit par le constructeur français Unic entre 1970 et 1975.
Il est le premier camion de la marque à utiliser la cabine avancée Fiat V.I. dite groupe, confortable, lumineuse et spacieuse et qui offre deux larges couchettes. La version tracteur T 270 A2 a été homologué par le service des mines le 23 avril 1970 et la version porteur P 270 A2 le 5 avril 1971.

## Histoire
Le constructeur Unic-Fiat était la filiale française du groupe Fiat V.I. depuis qu'il avait été racheté par Simca en 1956.
Fiat n'avait jamais imposé à Unic l'utilisation de ses moteurs ni quelque composant que ce soit jusqu'en 1970, date à laquelle les cabines à capot devenant très obsolètes (la cabine Big-Job Unic avait plus de 25 ans!) et même en France, où les transporteurs étaient restés attachés à ces cabines d'un autre temps, étaient supplantées par les cabines avancées, plus confortables, spacieuses et procurant une sécurité sans pareil grâce à une visibilité large et complète sur 300 degrés. Les cabines à capot Big-Job restaient en production jusqu'au fin d'Unic.
En 1967, la mise au point du nouveau moteur M 62 S, un gros moteur diesel V8 de 10.766 litres de cylindrée est terminée et le moteur peut équiper le futur très gros porteur de la marque. Entretemps, les législations des pays européens doivent converger pour arriver à une harmonisation des poids et mesures des véhicules. Unic décide alors de lancer le P/T 270 A2 dans plusieurs configurations :
- porteur 4x2 19 tonnes,
- porteur 6x2 26 tonnes avec deux ponts arrière jumelés pour le marché français,
- tracteur 4x2 19 tonnes,

Le Izoard 270 A2 sera exporté sous la marque Fiat dans le réseau Fiat. Le réseau Unic à l'exportation étant quasiment inexistant sauf l'importateur Suisse Garage Kurve à Bubendorf très actif.